# Jan Jakub Benni
Jan Jakub Benni (ur. 25 lutego 1800 w Lesznie, zm. 23 stycznia 1863 w Tomaszowie Mazowieckim) – pastor ewangelicki, teolog, hebraista, działacz społeczny.

## Rodzina
Jan Jakub Benni był synem Michała Piczpacza Benniego, tłumacza przysięgłego z Leszna, i Racheli z Bürgelowów. 19 stycznia 1829 w Warszawie poślubił Angielkę Marię Annę White (1800-1874), córkę obywatela brytyjskiego Arthura White'a i Ludwiki z Harriotów. Miał z nią pięcioro dzieci: dwie córki Annę Amalię i Marię Rachelę oraz trzech synów: Fryderyka Emanuela Hermana (1834-1900), Artura Wilhelma (1839-1867) i Karola Abrahama Henryka (1843-1916), warszawskiego laryngologa i powstańca styczniowego.

## Edukacja
W latach 1816–1817 uczęszczał do liceum w Warszawie, potem pobierał nauki w Gimnazjum Fryderyka Wilhelma w Berlinie. Odbył studia teologiczne na Uniwersytecie Królewieckim w Prusach (l. 1823-1826). 31 października 1827 r. został Benni ordynowany na pastora. Od Konsystorza Generalnego Wyznań Ewangelickich w Królestwie Polskim otrzymał pozwolenie na wygłaszanie kazań w celach misyjnych i głoszenie ewangelii wśród ludności żydowskiej. Pracę duszpasterską rozpoczął w Piotrkowie Trybunalskim na stanowisku proboszcza (1827-1833). Podjął współpracę z Misjonarzami Angielskimi, którzy na ziemiach polskich szerzyli chrystianizację wśród Żydów.

## Organizator pierwszej parafii ewangelickiej w Tomaszowie Mazowieckim

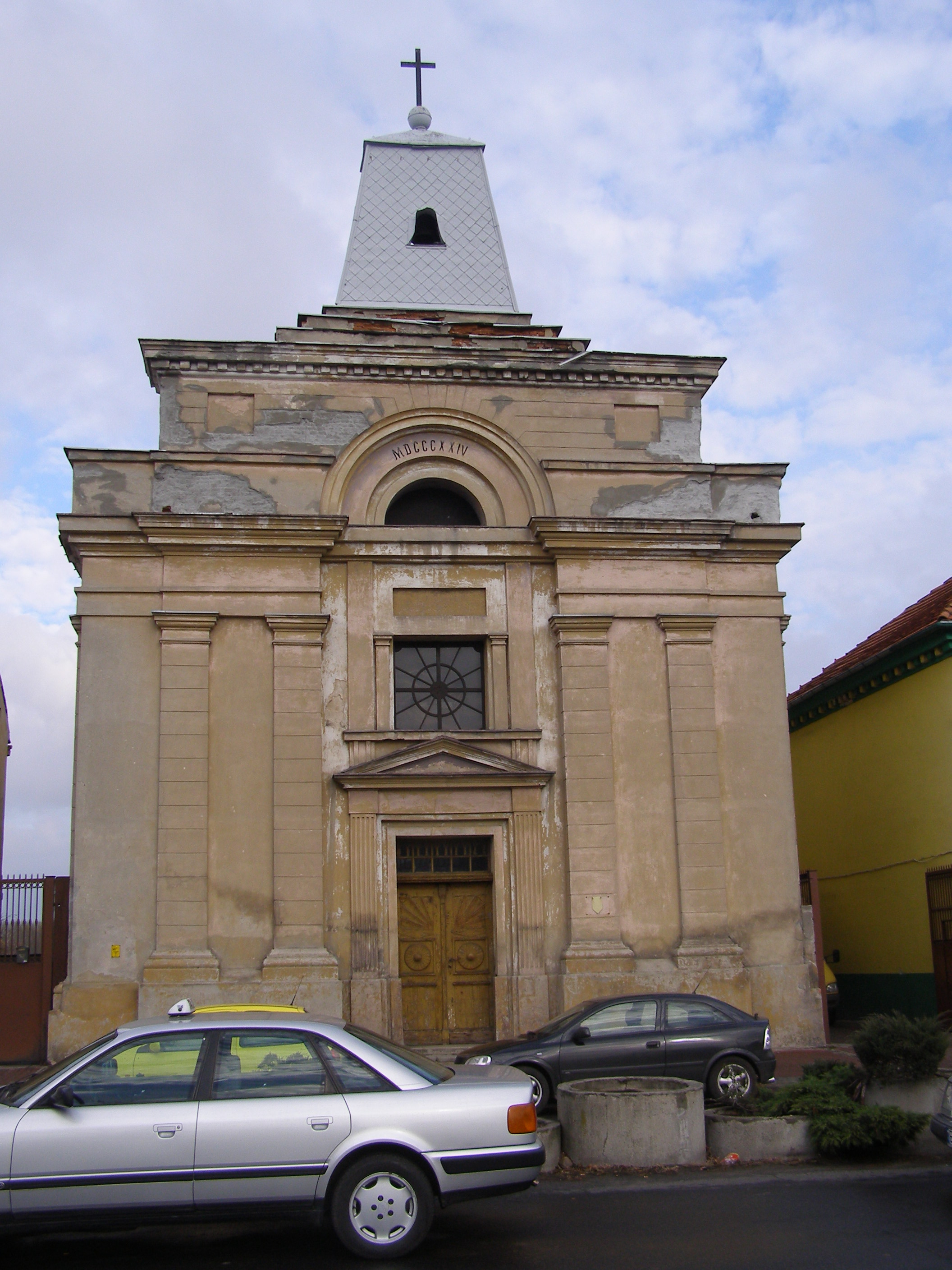
Pierwszy kościół ewangelicki (pw. św. Trójcy), w Tomaszowie Mazowieckim, gdzie Benni przez 30 lat do śmierci był pastorem

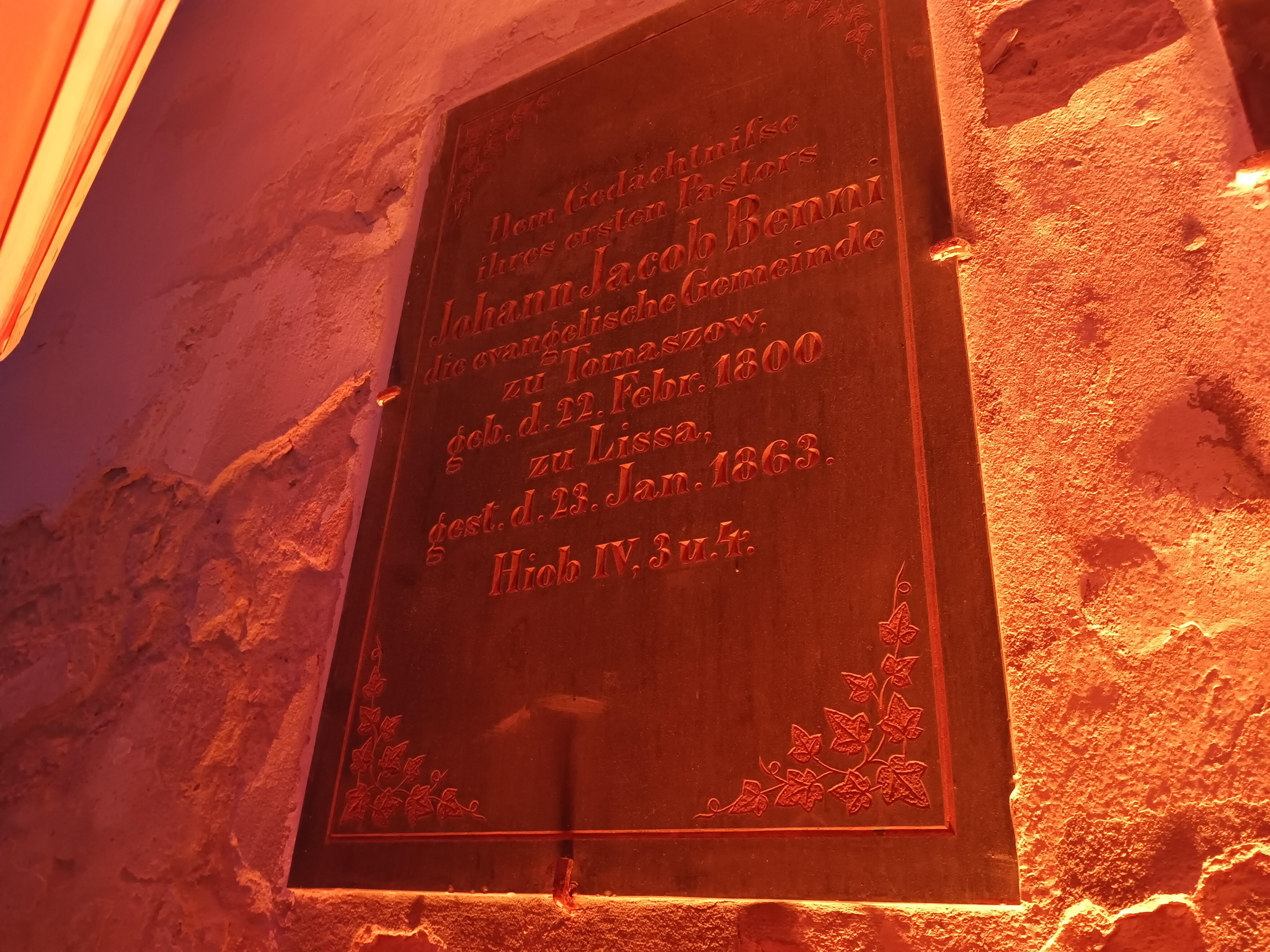
Tablica pamiątkowa poświęcona Benniemu wewnątrz kościoła luterańskiego pw. Świętej Trojcy przy Placu Kościuszki 21, w Tomaszowie

Około roku 1828 wziął Benni pod opiekę środowisko ewangelickie w Tomaszowie Mazowieckim i podjął intensywne starania o budowę kościoła (1829) i plebanii (1833), a nadto o erygowanie nowej parafii ewangelicko-augsburskiej. 21 kwietnia 1833 roku został pierwszym stałym proboszczem na świeżo kreowanej Parafii Ewangelickiej w Tomaszowie Mazowieckim i tę posługę pełnił do końca życia przez 30 lat z krótką przerwą w r. 1837, kiedy przez 8 miesięcy pracował wśród ewangelików Lublina (VIII 1837 – V 1838), niosąc pomoc duchową podczas epidemii cholery i aktywnie współdziałając z Misjonarzami Angielskimi. Po przekazaniu parafii lubelskiej prezbiterianom wrócił do Tomaszowa Mazowieckiego.
W latach 1843–1844 zorganizował parafię „Wielka Wola”, tworząc domy modlitwy i szkoły kantorackie w promieniu 10-30 km od Tomaszowa. Aż do r. 1852 obsługiwał parafian w Przedborzu i innych miejscowościach odległych o 80 km od Tomaszowa. Mieszkał Benni wraz z rodziną w budynku położonym na pn. pierzei Rynku św. Józefa nr 6 (ob. Plac Kościuszki 22). Dobrze znał język polski, rosyjski, niemiecki, francuski i angielski.

## Działalność społeczna
Jawnie protestował Benni przeciw zatrudnianiu dzieci w fabrykach i postulował konieczność ich kształcenia na poziomie podstawowym (czytanie, pisanie, rachowanie), co spotkało się z żywym oddźwiękiem środowiska ewangelickiego. W r. 1833 z inspiracji Benniego powstaje przy parafii szkoła ewangelicka, odrębna od dotychczasowej wielonarodowościowej szkoły elementarnej powołanej w r. 1822. Szkoła ta odegrała ogromną rolę w edukacji ludności Tomaszowa Mazowieckiego. Pastor Benni z całym poświęceniem zajmował się nauczaniem młodzieży i krzewieniem ewangelii wśród ludności niemieckiej, polskiej i żydowskiej. W roku 1851 stworzył ochronkę dla sierot. Propagował higienę wśród wiernych, co wiązało się powtarzającymi się nawrotami cholery i tyfusu. Po epidemii cholery z r. 1852, która wywołała liczne zgony (zmarł m.in. prezydent miasta Józef Szlifirski, trzeci burmistrz Tomaszowa Mazowieckiego), domagał się od władz miasta zwiększenia nakładów na opiekę zdrowotną. W lipcu 1853 r. z polecenia Benniego sprowadzono do Tomaszowa na stanowisko lekarza miejskiego Samuela Fliegela (1804-1894), żyda, wyznającego religię protestancką (Benni poznał go w r. 1838 w Lublinie). Pastor Benni odegrał ogromną rolę w życiu religijnym, kulturalnym i edukacyjnym miasta Tomaszowa Maz., a jego synowie, wychowani w duchu patriotycznym, należeli do elity intelektualnej społeczeństwa polskiego.

## Opinie o Janie Jakubie Bennim
Powieściopisarz polski Teodor Tripplin, który kilkakrotnie odwiedzał Tomaszów Mazowiecki w połowie XIX wieku (po raz pierwszy w grudniu 1849 roku), pozostawił urzekający opis całej rodziny Bennich:

Tomaszów [w]bił mi się w pamięć niezatartemi ślady: poznałem w nim uczonego pastora B....., jego żonę Angielkę i dzieci wychowane po angielsku w kraju naszym, którego narodowość szczerze pokochali. Zdrowie, piękność, roztropność, hart ducha i znakomite ukształcenie, oto dary, które i w naszym kraju przyswoić sobie można dobrém wychowaniem i to bardzo małym kosztem. Wszystko w tym domu tchnęło rozumem, szczęściem i dobrym humorem. Dzieci obce, pobierające w nim naukę, czarowały mnie świeżością cery, nadobnością w ruchach i bystrością pojęcia, a każde mówiło biegle kilkoma językami, polskim zaś doborowo. Wszystko to zdobyte bez wysilenia, bez dręczenia, tylko tą ciągłą a bawiącą nauką, któréj tajemnicę posiadają tylko prawdziwie na pedagogów stworzeni ludzie. Pedagog niezamiłowany w swém trudném a zacném posłannictwie, pedagog lubiący się bawić po za domem a zawsze zasępiony w obecności swych uczniów, odstręcza ich od nauki, a nigdy nie jest w stanie przyciągnąć ich do niéj. Od chwili piérwszego mego pobytu w Tomaszowie, w ciągłych pozostawałem stosunkach z miłą rodziną Pastora B..... i chwile te pośród niéj spędzone liczę do najpiękniejszych”.

Zdaniem Leopolda Otto, Jan Jakub Benni należał „do najwyżej wykształconych polskich Teologów Ewangelickich. Był to mąż wielkiej nauki, postępujący ciągle z rozwojem teologij – ale zarazem niewzruszonej prawowierności. Teolog głębokiej wiary, mimo uczoności swojej nie zboczył ani na chwilę od zasad Kościoła – owszem, godłem jego było: Pismo Święte i Księgi symboliczne Kościoła naszego”.

## Pogrzeb
Umarł 23 stycznia 1863 roku w Tomaszowie Mazowieckim po długiej i ciężkiej chorobie. Został pochowany na miejscowym cmentarzu ewangelickim.